# Лагман (страва)

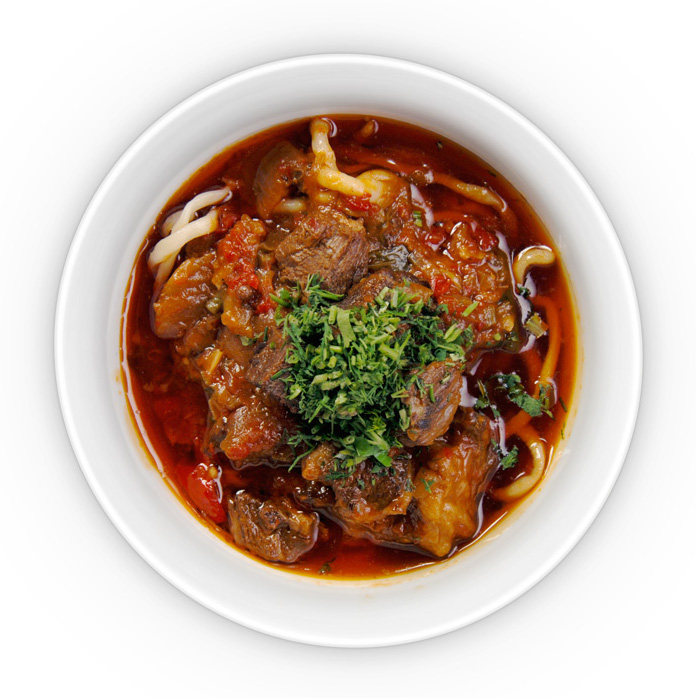
Узбецький лагман у Ташкенті

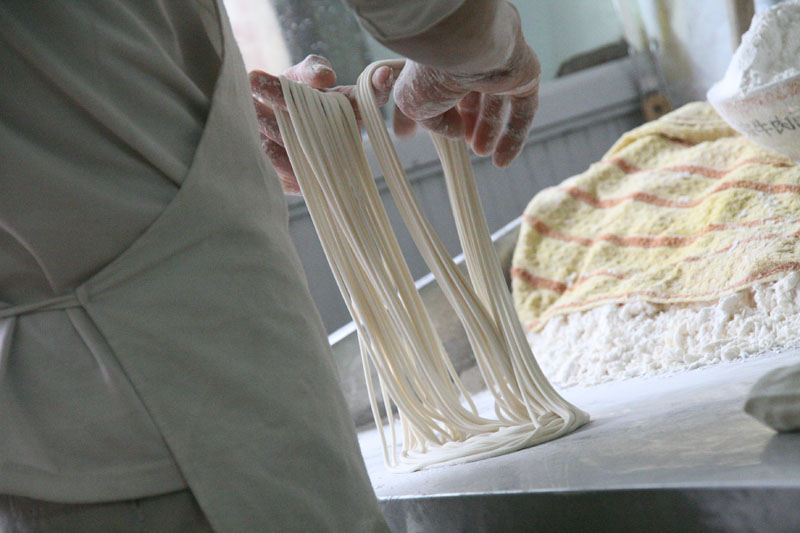
Приготування локшини для лагману

Лагма́н (каз. лағман, lağman; узб. lagʻmon; тадж. Лағмон, lağmon; уйг. لەڭمەن, lengmen, ләғмән; кирг. лагман, lagman, кит.: 拉面 — lāmiàn (ламя́нь)) — середньоазійська страва. Лагман складається з ваджи (овочево-м'ясної частини) і локшини, які з'єднують перед подачею на стіл. Подається у великих піалах. В Китаї лагман їдять паличками.

## Популярність
Популярний в Казахстані, Киргизстані, Таджикистані, Узбекистані, Афганістані, в Японії та інших східних країнах. В Україні — популярний у кримських татар. Лагман — популярна національна страва уйгурів і дунган, що проживають в Казахстані, Киргизстані та Китаї (в провінції Сіньцзян), китайців, особливо в провінціях Ганьсу і Цинхай, а також узбеків. В Україні лагман можна поїсти в спеціалізованих східних ресторанах та майже скрізь в Криму.
Батьківщина лагману — Китай. Лагман в Середній Азії став розповсюджений завдяки уйгурам і дунганам — народам мусульманської віри на півночі Китаю. В уйгурів кулінарія, культура і побут дуже схожі з узбецькими. Назва лагман походить від спотвореного дунганского «люмян», що буквально означає — розтягнуте тісто.
Лагман не лише повсякденна страва, в Середній Азії його також готують на урочистості: весілля, іменини. В Узбекистані кухарські здібності нареченої на четвертий день після весілля перевіряють готуванням лагману.

## Приготування
Лагман готується з м'яса (переважно баранини), овочів та спеціальної довгої локшини. Лагман називають і супом, і другою стравою, — все залежить від конкретного рецепту. За великої кількості бульйону лагман схожий на суп, при інших способах приготування — це локшина з підливою і складним гарніром. З овочів в основному при приготуванні використовують зелену редьку, цибулю, моркву, засолений болгарський перець, закручений жусай (джусай), як приправу додають лази (залиту киплячою рослинною олією суміш червоного, гіркого, меленого перцю з часником). До лагману додають прянощі і зелень.
Локшину для лагману тягнуть особливим способом, отримуючи з тіста довгу нитку, в домашніх умовах її довжина іноді доходить до 10-15 м. Для того, щоб її отримати, тісто ділять на кілька частин, надають їм форму ковбасок і, однією рукою катаючи ковбаску, іншою її витягають. Потім змащують «ковбаски» рослинною олією, кладуть під целофан і через 15 хвилин знову витягують, вже двома руками витягаючи тісто з посуду так, щоб виходила тонка довга локшина. Потім локшину відварюють у підсоленій воді, стежачи за тим, щоб не переварити: локшина повинна вийти жорсткою, пружною.
Ваджа (у деяких народів її називають кайла) надає лагману основний смак і аромат, призначенням локшини є надання страві ніжної консистенції. Підлива визначає консистенцію готової страви та може бути густою, практично без рідини або мати консистенцію супу. Шари страви розташовуються один над одним — на дно піали кладуть локшину, на неї ваджу, зверху лагман посипають кропом і кінзою.

## Різновиди
Є різні види лагману: сюйру, гюйру, босо та ін. Широко відомий японський варіант цієї страви, який називається рамен. Існують таджицький, узбецький і дунганський лагман, які принципово не розрізняються, але все ж таки різняться складом продуктів і особливостями приготування локшини. В дунганському лагмані застосовується лише витягнута вручну локшина, а не різана або катана. Використання макаронів, вермішелі і інших подібних виробів промислового виробництва дозволяє лише зовні імітувати цю східну страву, але абсолютно змінює її смак і характер.
Страва завжди викликала суперечки щодо класичної рецептури. Часто «справжнім лагманом» називають дунганський варіант приготування цієї страви, а всі інші рецепти вважають лише адаптацією основного. При цьому, узбеки вважають свою рецептуру найвірнішою, стверджуючи, що «завжди так готували і їхні предки також». Те ж саме про свій рецепт кажуть кримські татари. Киргизи стверджують, що їм рецепт принесли туди уйгури, отже, їх лагман справжній.
Ган-фан — варіант лагману, в якому замість локшини використовується рис.
Ашлям-фу — холодний варіант лагману без м'яса з великою кількістю спецій і свіжою зеленню.

## Типовий рецепт

### Інгредієнти[1]
1. Яловичина або баранина 300—400 г.
2. Тонка довга локшина або спагеті 500 г.
3. Цибуля городня 2 шт.
4. Морква 2 шт.
5. Картопля 2 шт.
6. Перець солодкий болгарський 1 шт.
7. Часник 2 зубчики
8. Рослинна олія
9. Сіль
10. Чорний мелений перець
11. Зелень

### Приготування
Локшину відварити у великій кількості підсоленої води до готовності і відкинути на друшляк (локшину не ламати, а варити її цілком).
Нарізати м'ясо маленькими шматочками; цибулю очистити і порізати дрібними кубиками. Моркву і картоплю очистити і нарізати кубиками, зі стороною приблизно в 1 см. Часник дрібно посікти, перець солодкий нарізати невеликими кубиками.
До каструлі або казана налити рослинної олії, обсмажити на ній до готовності м'ясо. До обсмаженого м'яса додати цибулю, перемішати і злегка обсмажити.
Покласти до каструлі картоплю, моркву, перець, часник і також усе обсмажити, за постійного помішування. Налити води, щоб вона покрила всі овочі. Посолити, поперчити і варити на повільному вогні до повної готовності.
До піал (або глибоких тарілок) насипати порцію локшини і залити підливою, долити за бажанням бульйон. Зверху готову страву посипати дрібно рубаною зеленню.

## Рецепти в інтернеті
- Лагман [Архівовано 9 лютого 2010 у Wayback Machine.] (рос.)
- Лагман от Цептер — видео рецепт [Архівовано 21 січня 2012 у Wayback Machine.] (рос.)
- Лагман Дунганский [Архівовано 9 лютого 2010 у Wayback Machine.] (рос.)
- Лагман по-узбекски [Архівовано 6 лютого 2010 у Wayback Machine.] (рос.)